# Verkoper (beroep)

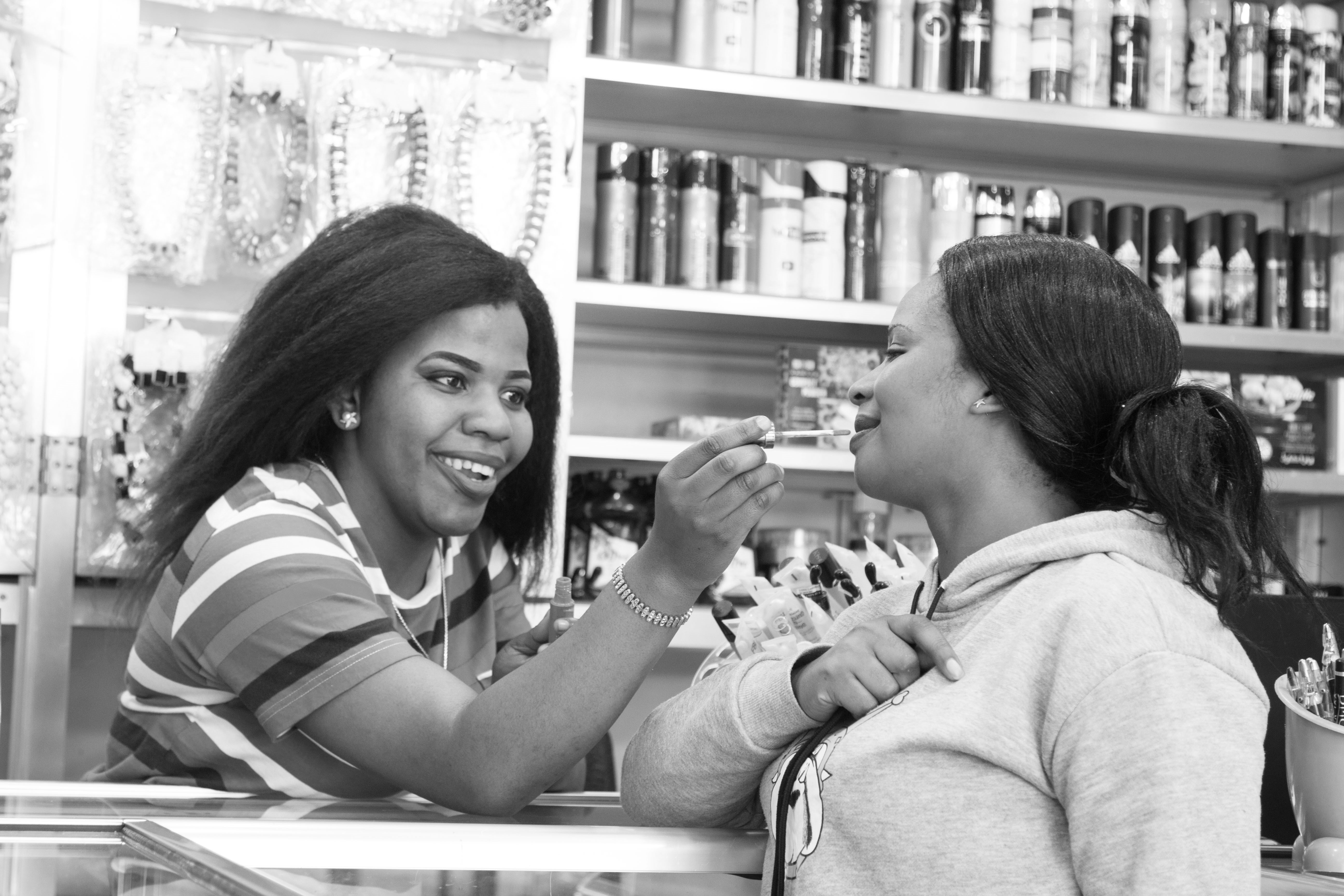
Verkoopster in Tanzania.

Een verkoper of verkoopster is een persoon die, veelal in dienst en/of uit naam van een winkel of een ander bedrijf, producten of diensten probeert te verkopen aan een consument of bedrijf. 
Nadruk bij dit vak ligt hier op zaken als:
- de klant aankijken en groeten
- de indruk wekken in de schoenen van de klant te staan en conform diens wensen producten aan te bieden
- kennis hebben van de te verkopen producten en alternatieven
- er verzorgd en netjes uitzien en/of professioneel overkomen
- het hebben van overtuigingskracht

## Passieve en actieve verkoop
Verkopers zijn grofweg in te delen in twee categorieën welke respectievelijk ten dienst staan van de activiteiten van passieve en actieve verkoop. Onder passieve verkoop verstaat men de verkoop van producten op initiatief van de consument. Hierbij ligt voor de betreffende verkoper de nadruk op werkzaamheden als bijvoorbeeld het uit een magazijn halen van een aangeschaft product of het maken van een factuur. Bij actieve verkoop daarentegen, vindt verkoop plaats op initiatief van de verkoper. Niet zelden heeft de consument op geen enkele wijze aangegeven interesse te hebben en wordt bijvoorbeeld door de verkoper ongevraagd thuis opgebeld of zelfs bezocht.
De scheiding tussen passieve en actieve verkoper is in de meeste gevallen duidelijk, maar er zijn ook tussenvormen mogelijk. Een bekend voorbeeld is de marktkoopman. De consument gaat meestal gericht, vaak met een boodschappenlijstje, naar een markt toe om daar producten als groente en fruit te kopen. In die zin zijn de te bezoeken verkopers passief. De consument neemt hier namelijk het initiatief tot aanschaf. Marktverkopers hanteren hierbij echter ook actieve verkooptechnieken door met luide stem bepaalde producten aan te prijzen. Zij laten een bondige zin met hierin de naam van het product en de prijs over straat weerklinken. Dit is wezenlijk anders dan de werkwijze van bijvoorbeeld de verkoper in de witgoedwinkel.

## Verkoper en winkelbediende
Met een verkoper kunnen zaken worden gedaan. Die zoekt voor de klant en het bedrijf naar een win-win-situatie. Het verschil tussen een verkoper en een winkelbediende is het feit dat de verkoper zelfstandig bevoegd is, een winkelbediende kan niet zelf over zaken als een korting of over bijzondere leveringsvoorwaarden onderhandelen. Die telt bijvoorbeeld bij de kassa alleen de prijskaartjes bij elkaar op. 